# Typhlops albanalis
Typhlops albanalis este o specie de șerpi din genul Typhlops, familia Typhlopidae, descrisă de Rendahl 1918. Conform Catalogue of Life specia Typhlops albanalis nu are subspecii cunoscute.